# Die Einsteiger
Die Einsteiger ist eine deutsche Filmkomödie aus dem Jahr 1985 mit den „Supernasen“ Thomas Gottschalk und Mike Krüger.

## Handlung
Mike erfindet den 'Video-Integrator', ein Gerät, mit dem man in Videofilme „einsteigen“ kann. Er und Mitbewohner Tommy, ein erfolgloser Schriftsteller und Tankwart, erleben auf diese Weise zahlreiche Abenteuer, bis sowohl ein deutscher als auch ein japanischer Elektronikkonzern auf die Erfindung aufmerksam werden. Es folgt eine verrückte Katz-und-Maus-Jagd zwischen Realität und virtuellen Videowelten.
So landen die beiden unter anderem in einem Western, einem Abenteuerfilm à la Indiana Jones, einem Vampirfilm (in Anspielung auf Tanz der Vampire), einem Rocky-ähnlichen Boxer- und einem Gangsterfilm (mit Anspielungen auf 'Der Clou' und 'Casablanca'). Weitere Segmente behandeln einen Abstecher in die Südsee und zu guter Letzt das alte Rom zur Zeit Neros. Beide Freunde finden außerdem jeweils ihre große Liebe.

## Hintergrund
Die Einsteiger entstand vom 20. Mai bis zum 29. Juni 1985. Drehorte waren München, Burg Kreuzenstein in Niederösterreich, Gran Canaria, Gambia und Reutlingen. Der von Roxy Film, Lisa Film und K. S. Film Karl Spiehs produzierte sowie von Tivoli vertriebene Film wurde am 3. Oktober 1985 uraufgeführt.
Dies ist der vierte und letzte gemeinsame Film von Thomas Gottschalk und Mike Krüger nach Piratensender Powerplay, Die Supernasen und Zwei Nasen tanken Super. Unter Anspielung auf die beiden Nasen der Hauptdarsteller werden diese Filme auch als Supernasen-Filme bezeichnet. Das Titellied Supernoses wurde von den Oliver Onions gesungen. 

## Besetzung
In jedem der Abenteuer spielt der österreichische Schauspieler Kurt Weinzierl unterschiedliche, überwiegend homosexuell gestaltete Rollen, in denen er jeweils auf Mike fixiert ist.
Der als Kommissar Göttmann aus der Serie SOKO 5113 bekannte Werner Kreindl spielt einen Polizisten namens Kommissar Gierke. Gierke ist der Name jener Firma, die SOKO 5113 für das ZDF produziert hat („ELAN-Film, Gierke & Company“).
Als Vampir konnte mit Udo Kier ein wirklicher Star des klassischen Horrorfilms verpflichtet werden.
Thomas Gottschalks damalige Ehefrau Thea Gottschalk hat auch in diesem Supernasen-Film eine kleine Nebenrolle.

## Kritiken
Adolf Heinzlmeier und Berndt Schulz bezeichneten den Film in ihrem Lexikon „Filme im Fernsehen“ als „Blödelspaß des neudeutschen Komiker-Traumpaares“. (Wertung: 2 von 4 möglichen Sternen = durchschnittlich)
„Das Erfolgsduo des deutschen Blödelfilms – Thomas Gottschalk und Mike Krüger – hat mal wieder zugeschlagen, nach eigenem Drehbuch“, schrieb schlicht der Kölner Stadt-Anzeiger.
Für das Lexikon des internationalen Films war es ein „[l]ieblos inszenierter Komödienversuch, der die reizvolle Ausgangsidee durch dramaturgische Schwächen und schlechte Schauspielerleistungen verschenkt“. Die Redaktion der Kinozeitschrift Cinema schloss sich diesem Urteil an, formulierte aber drastischer: „Siggi Götz […] und sein talentfreies Supernasen-Duo verhunzen die nette Drehbuchidee zu einem Rohrkrepierer mit dem dilettantischen Charme eines Bauerntheaters.“ Der Fischer Film Almanach 1986 sah die „Strapazierfähigkeit der deutschen Filmkomödie“ bewiesen.

## DVD
Am 5. November 2001 erschien der Film erstmals auf DVD. Am 24. Oktober 2005 wurde eine weitere DVD-Variante von Lisa Film herausgebracht. Die aktuelle Version von 2011 ist die Fassung von MCP.